# Trémouille-Saint-Loup
Trémouille-Saint-Loup är en kommun i departementet Puy-de-Dôme i regionen Auvergne-Rhône-Alpes i centrala Frankrike. Kommunen ligger i kantonen La Tour-d'Auvergne som tillhör arrondissementet Issoire. År 2022 hade Trémouille-Saint-Loup 144 invånare.

## Befolkningsutveckling
Antalet invånare i kommunen Trémouille-Saint-Loup
| Referens: INSEE |